# La Danse du temps (Clodion)
 (avril 2024).
La Danse du temps : trois nymphes soutenant une horloge est une œuvre du sculpteur français Clodion (1738-1814), conservée à la Frick Collection de New York. Exécutée en 1788, elle comprend trois figures féminines en terre cuite, fréquemment décrites comme des nymphes, dansant autour d'une colonne supportant une pendule à cadran annulaire rotatif de Jean-Baptiste Lepaute (1727-1802), frère cadet du maître horloger Jean-André Lepaute. Il s'agit de la seule horloge du XVIIIe siècle comportant une sculpture en terre cuite connue des érudits.

## Iconographie
Clodion a peut-être été influencé par le tableau de Poussin, La Danse de la vie humaine, exécuté entre 1634 et 1636 pour Giulio Rospigliosi, futur pape Clément IX, et qui représente des personnages personnifiant les heures, les saisons et la fortune de l'humanité. Selon le critique d'art et biographe du XVIIe siècle Gian Pietro Bellori, ce tableau reflète les cycles de la vie à travers la représentation du passage du temps. Bien que le tableau soit resté dans la famille Rospigliosi jusqu'en 1713, la composition était bien connue grâce aux gravures et aux copies peintes. Le tableau est ensuite allé dans la collection du cardinal Fesch, oncle de Napoléon Bonaparte, peu de temps après 1713 et semble être resté en France jusqu'en 1845. Une autre source de la sculpture de Clodion pourrait être une copie romaine d'un groupe hellénistique en marbre connu sous le nom de Trois Nymphes, qui fait actuellement partie de la collection du musée du Louvre. Ainsi, les trois figures gracieuses pourraient représenter des nymphes, les Charites (Trois Grâces) ou les Horae (Heures) – divinités féminines personnifiant le passage du temps. Il est également possible que les jeunes filles dansantes évoquent toutes ces associations à la fois tout en jouant, comme l'a noté un spécialiste de la sculpture du XVIIIe siècle, sur le thème de la cariatide.

## Acquisition
L'œuvre a été acquise en 2006 par la Frick Collection de New York grâce aux fonds fournis par Winthrop Kellogg Edey (1938-1999), connaisseur et collectionneur américain d'horloges et de montres, et éminent spécialiste de l'horlogerie. Le legs Winthrop Edey comprend une collection de vingt-cinq horloges, quatorze montres et une bibliothèque de référence relative à l'histoire de la mesure du temps.

## Expositions
- « L'art du chronométreur. » Novembre 2001-février 2002.
- « Précision et splendeur : horloges et montres de la collection Frick. » 2013[7].
- « Lumières et beauté : sculptures de Houdon et Clodion ». 2014-2015.